# Хамелбург
Хамелбург (њем. Hammelburg) град је у њемачкој савезној држави Баварска. Једно је од 26 општинских средишта округа Бад Кисинген. Према процјени из 2010. у граду је живјело 11.707 становника. Посједује регионалну шифру (AGS) 9672127, NUTS (DE265) и LOCODE (DE HMB) код.

## Географски и демографски подаци
Хамелбург се налази у савезној држави Баварска у округу Бад Кисинген. Град се налази на надморској висини од 182 метра. Површина општине износи 128,9 km². У самом граду је, према процјени из 2010. године, живјело 11.707 становника. Просјечна густина становништва износи 91 становника/km².

## Међународна сарадња
| Мјесто   | Држава  | Врста сарадње | Од    |
| -------- | ------- | ------------- | ----- |
| Мушина   | Пољска  | контакт       | 1994. |
| Турнхаут | Белгија | партнерство   | 1974. |
| Извор    |         |               |       |